# Ghosts of Mars
Ghosts of Mars ist ein Science-Fiction-/Horrorfilm des Regisseurs John Carpenter aus dem Jahr 2001. Der Film basiert in seinen Grundzügen auf Carpenters zweitem Kinofilm Assault – Anschlag bei Nacht, welcher wiederum eine Hommage an den Western Rio Bravo war. Zudem gibt es, noch mehr als bei Assault, deutliche Parallelen zum Zombiefilm Die Nacht der lebenden Toten. Das Setting erinnert zudem an das Computerspiel Doom. Der Film wurde in Deutschland erstmals am 6. September 2001 auf dem Internationalen Filmfest Oldenburg gezeigt.

## Handlung
Im Jahr 2176 ist der Mars von Menschen kolonisiert und bewohnbar gemacht und stellt die letzte Hoffnung für die überbevölkerte und ausgebeutete Erde dar. Die Marskolonisten leben in verstreuten Außenposten und suchen den Mars in tiefen Minen nach Rohstoffquellen ab.
Commander Helena Braddock hat den Auftrag, den Schwerverbrecher Desolation Williams in einer Minenstadt abzuholen und vor ein Gericht zu bringen. Dort angekommen, stellt die Gruppe um Braddock fest, dass die Minenarbeiter von den Geistern einer alten Marszivilisation besessen sind. Die Geister entstammen einem kriegerischen und brutalen Stamm und verstümmeln die Körper ihrer Opfer nach der Übernahme. Ihr Ziel ist es nun, die menschlichen Invasoren des Mars zu bekämpfen.
Leutnant Belard, welche nach dem Tod des Commanders die Führung übernimmt, muss bei der Bekämpfung der Krieger auf die Hilfe des Verbrechers Desolation Williams und seiner Freunde, sowie weiterer Gefangener zurückgreifen. Erschwert wird der Kampf durch die Tatsache, dass nach der Tötung eines Besessenen dessen Geist in einen anderen menschlichen Körper fährt.
Nur Belard und Williams gelingt in einem Zug die Flucht, nachdem sie in der Stadt den Reaktor des Atomkraftwerkes zeitversetzt zur Explosion bringen und damit die gesamte Stadt zerstören konnten. Im Hauptquartier angekommen, berichtet Belard ihren Vorgesetzten von den Vorfällen, als auch dort die Geister erscheinen. Der Film endet, als sich die Polizisten, darunter Belard und Williams, auf den Angriff der Geister vorbereiten.

## Hintergrund
Ein Großteil des Filmes wurde in einer Gipsmine im US-Bundesstaat New Mexico gedreht. Um die rötliche Oberfläche des Mars zu simulieren, musste der Gips mit einem biologisch abbaubaren roten Farbstoff eingefärbt werden.
Ein Jahr vor der Veröffentlichung von Ghosts of Mars erschienen die Filme Red Planet und Mission to Mars, die sich ebenfalls mit der Kolonisierung des Mars beschäftigen, im Gegensatz zu Ghosts of Mars aber gesteigerten Wert auf Realismus legten. Alle drei Filme floppten an der Kinokasse, was dem Mars in der Filmbranche den Ruf als Kassengift einbrachte, wohingegen Der Marsianer mit Einnahmen von über 630 Millionen US-Dollar 2015 bewiesen hat, dass es nicht am Thema Mars gelegen haben kann.
Der Soundtrack stammt von Carpenter, der Band Anthrax, Buckethead und Steve Vai.

## Auszeichnungen
John Carpenter wurde 2001 für einen Preis des Catalonian International Film Festival nominiert.

## Deutsche Synchronfassung
Die deutsche Synchronbearbeitung entstand bei der FFS Film- & Fernseh-Synchron in München. Jan Odle schrieb das Dialogbuch und führte Dialogregie.
| Darsteller         | Deutscher Sprecher | Rolle                       |
| ------------------ | ------------------ | --------------------------- |
| Natasha Henstridge | Natascha Geisler   | Lt. Melanie Ballard         |
| Ice Cube           | Oliver Mink        | James 'Desolation' Williams |
| Jason Statham      | Ole Pfennig        | Sgt. Jericho Butler         |
| Clea DuVall        | Kathrin Gaube      | Bashira Kincaid             |
| Pam Grier          | Susanne von Medvey | Commander Helena Braddock   |
| Joanna Cassidy     | Dagmar Dempe       | Dr. Arlene Whitlock         |
| Liam Waite         | Philipp Brammer    | Michael Descanso            |
| Duane Davis        | Torsten Münchow    | Uno                         |
| Rick Edelstein     | Fred Maire         | Zimmermann                  |
| Wanda De Jesús     | Michèle Tichawsky  | Akooshay                    |
| Lobo Sebastian     | Jan Odle           | Dos                         |
| Rodney A. Grant    | Achim Geisler      | Tres                        |
| Rosemary Forsyth   | Angelika Bender    | Untersuchungsbeamte         |
| Charlotte Cornwell | Katharina Lopinski | Erzählerin                  |

## Kritiken
„Völlig sinnfreie Geschichte, die als Aufhänger für zahlreiche Kampfhandlungen dient, dabei aber den Spannungsaufbau öfters aus den Augen verliert. Der insgesamt klägliche Horrorfilm zeichnet sich bestenfalls durch unfreiwillige Komik aus.“

„Einst galt John Carpenter als der große Könner des billigen Science-Fiction-Films. Doch bei diesem blutrünstigen und völlig hanebüchenen Zombie-Abklatsch ist davon nichts mehr zu spüren. Hätte er die Story hier weniger ernst genommen, wäre vielleicht ein netter Trash-Film dabei heraus gekommen. So aber ist dieser klischeehafte Actionstreifen reine Potential-, Geld- und Zeitverschwendung.“